# قصیده‌ای برای عشق
قصیده‌ای برای عشق (به انگلیسی: Ode to Passion) یک فیلم سینمایی آمریکایی در سبک فیلم عاشقانه و موزیکال محصول سال ۲۰۲۰ به کارگردانی و نویسندگی جک دانینی با بازی جوزپه باسیلیو، جولیا نایتینگیل، جف اسمیت و ویکتوریا مید است.
در ابتدا قرار بود این فیلم در جشنواره جهانی فیلم کوئینز سال ۲۰۲۰ به نمایش در آید. به دلیل دنیاگیری کووید-۱۹، جشنواره عملاً تعویق افتاد و این فیلم در نمایش‌ها غایب بود. اولین بار در ۱۰ ژوئیه ۲۰۲۰ در پرایم ویدئو به نمایش درآمد.

## داستان
در شهر نیویورک، اعتقاد قاطع یک نویسنده جوان به عشق واقعی توسط یک دختر زیبا و مبارزه او با اعتیاد مورد آزمایش قرار می‌دهد.